# Lumana
Lumana é uma comuna do departamento de Lumana, na província de Léraba, na região de Cascatas, Burquina Fasso.

## História
Em 1894 ou poucos anos depois, o fama Babemba (r. 1893–1898) do Reino de Quenedugu atendeu o pedido de Uairimé de Nielé e organizou uma expedição para ajudá-lo contra seus rivais. Em sua marcha, passou próximo de Lumana e Cangura e solicitou que essas localidades ajudassem-no na expedição. Ao chegar em Lumana, um cavalheiro anunciou que franceses avançavam na direção de Sicasso (talvez a expedição do capital Morisson de 1897), sua capital.